# EL/M-2055
EL/M-2055는 이스라엘의 UAV 정찰기에 탑재되는 이스라엘산 10cm급 해상도의 합성개구레이더(SAR)이다. 대한민국이 도입하여 운용중인 서처 II 무인 정찰기에 탑재된다.

## 제원
- 주기능: UAV 탑재용 합성개구레이더(SAR)
- 무게: 80-90 파운드

## 운용모드
운용모드는 STRIP, SPOT, MTI(Moving Target Indication)의 세가지 모드가 있다.

### STRIP 모드
수십 킬로미터에서 100킬로미터 이상의 거리까지의 넓은 지역을 빠르게 탐색하는 모드로 일정시간 동안 최대한 정찰할 수 있는 지역의 범위는 해상도 설정에 따라 달라진다. 대개, 전체 지역에서 목표물의 "탐지" 즉, 어떤 미확인 물체가 어디어디에 위치해 있는가 정도만 확인하는 정도에 충분하다고 여겨지는 3미터에서 1미터 정도의 해상도로 설정된다.

### SPOT 모드
좁은 지역을 정찰하는 데 쓰이는 모드로 해상도는 60cm에서 30cm까지이다. 10cm까지도 가능하며 탐지된 목표물을 자세하게 촬영해서, 해당 목표물의 종류나 성질 등을 식별, 분류하는 데 적합하며, 매우 높은 해상도의 이미지를 제공한다.

### MTI 모드
Moving Target Indication의 약자이며 이동 중인 표적을 표시하며 주로 차량등을 탐지한다.

## 같이 보기
- 서처 II
- IAI 헤론
- RQ-4 글로벌 호크 - 글로벌 호크는 록히드 U-2의 SAR 개조형을 사용한다. 해상도 30cm급이다.
- KPU-STC - 2008년 5월 7일, 대한민국이 해상도 40cm급 SAR 개발에 성공했다.